# Tatiana Maslany
Tatiana Gabriele Maslany (Regina, 22 settembre 1985) è un'attrice canadese.
È nota principalmente per i suoi molteplici ruoli nella serie Orphan Black (di cui è anche produttrice), che le hanno valso un Emmy Award per la miglior attrice in una serie drammatica e due Critics' Choice Television Award, oltre a una candidatura ai Golden Globe e agli Screen Actors Guild Award.

## Biografia
È nata in Canada a Regina, nella provincia di Saskatchewan, ed è la figlia maggiore di Dan, un falegname, e Renate, una traduttrice. Ha due fratelli, Daniel (anch'egli attore) e Michael, rispettivamente di tre e dodici anni più giovani. La sua famiglia ha origini ucraine, polacche, tedesche, austriache e rumene. Ha iniziato a ballare a quattro anni ed è passata alla recitazione in musical e spettacoli locali a circa nove anni. Ha frequentato la Dr. Martin LeBoldus High School, dove ha partecipato a produzioni scolastiche e spettacoli di improvvisazione teatrale. Si è diplomata nel 2003.
Nel 2002 è stata una dei protagonisti nella serie televisiva canadese 2030 CE. Nel 2004 ha interpretato il ruolo di Ghost nel film Licantropia Apocalypse. Ha preso inoltre parte per dieci anni a spettacoli di improvvisazione comica e ha gareggiato nei Canadian Improv Games. Attualmente è un membro del General Fools Improvisational Theatre. 
Tra il 2006 e il 2007 ha recitato in alcune produzioni quali il tv-movie Dangerous Isolation, The Messengers, Heartland.
Nel 2008 è entrata nel cast della serie televisiva Instant Star. Nel settembre 2008 ha interpretato Penny, vittima di un rapimento nella serie canadese Flashpoint. Nel 2010 si segnala il ruolo della Vergine Maria nella serie BBC The Nativity, ottenendo ottimi ascolti.
Ha interpretato Ruby nel film Grown Up Movie Star, un ruolo che le è valso nel 2010 un premio speciale della giura al Sundance Film Festival. Nel 2010 è apparsa nel film Hardwired - Nemico invisibile e l'anno successivo nel film TV La missione di Clara Rinker, nel ruolo dell'assassina Clara Rinker. Nel 2012 ha interpretato il ruolo della protagonista Claire nel lungometraggio Picture Day, per cui ha vinto un Phillip Borsos Award come migliore performance all'edizione 2012 del Whistler Film Festival.
Nel 2012 ha inoltre interpretato il ruolo di Lily nel film La memoria del cuore. Ha interpretato la protagonista Sarah, così come i ruoli di Alison, Beth, Cosima, Katja, Helena, Rachel, Jennifer, Tony, Krystal e MK in Orphan Black, serie originale Netflix, per cui ha vinto un Emmy Award, un Critics' Choice Television Award ed un TCA Award. Ha inoltre ricevuto una candidatura ai Golden Globe per la miglior attrice in una serie drammatica, ma ha perso contro Robin Wright.
Nel 2013 ha interpretato la dottoressa Nadia Stasky in due episodi della serie americana Parks and Recreation. Ha inoltre interpretato il ruolo della protagonista Dylan nel film indipendente Cas & Dylan, per cui ha ottenuto un Philip Borsos Award come migliore performance all'edizione 2013 del Whistler Film Festival. Il 15 maggio 2014 è entrata ufficialmente a far parte del cast del film Woman in Gold nel ruolo della giovane Maria Altmann.
Nel 2020 è stata annunciata nel cast della serie televisiva del Marvel Cinematic Universe She-Hulk: Attorney at Law, nel ruolo della supereroina She-Hulk (Jennifer Walters).

## Filmografia

### Cinema
- Licantropia Apocalypse (Ginger Snaps 2: Unleashed), regia di Brett Sullivan (2004)
- The Messengers, regia dei fratelli Pang (2007)
- Le cronache dei morti viventi (Diary of the Dead), regia di George A. Romero (2007)
- La promessa dell'assassino (Eastern Promises), regia di David Cronenberg (2007)
- Late Fragment, regia di Daryl Cloran, Anita Doron e Mateo Guez (2007)
- Flash of Genius, regia di Marc Abraham (2008)
- Defendor, regia di Peter Stebbings (2009)
- Grown Up Movie Star, regia di Adriana Maggs (2009)
- Hardwired - Nemico invisibile (Hardwired), regia di Ernie Barbarash (2009)
- Toiretto, regia di Naoko Ogigami (2010)
- In Redemption, regia di Larry Bauman e Daniel MacDonald (2010)
- The Entitled, regia di Aaron Woodley (2011)
- Violet & Daisy, regia di Geoffrey Fletcher (2011)
- La memoria del cuore (The Vow), regia di Michael Sucsy (2012)
- Picture Day, regia di Kate Melville (2012)
- Blood Pressure, regia di Sean Garrity (2012)
- Cas & Dylan, regia di Jason Priestley (2013)
- Woman in Gold, regia di Simon Curtis (2015)
- The Other Half, regia di Joey Klein (2016)
- Two Lovers and a Bear, regia di Kim Nguyen (2016)
- Stronger - Io sono più forte (Stronger), regia di David Gordon Green (2017)
- Destroyer, regia di Karyn Kusama (2018)
- The Monkey, regia di Oz Perkins (2025)

### Televisione
- 2030 CE – serie TV, 6 episodi (2002-2003)
- Renegadepress.com – serie TV, 4 episodi (2004)
- Dawn Anna - Più forte del destino (Dawn Anna), regia di Arliss Howard – film TV (2005)
- Dangerous Isolation (Trapped!), regia di Rex Piano – film TV (2006)
- Prairie Giant: The Thomas Douglas Story – miniserie TV, 2 episodi (2006)
- Booky Makes Her Mark, regia di Peter Moss – film TV (2006)
- The Robber Bride, regia di David Evans – film TV (2007)
- Redemption SK – miniserie TV, 1 episodio (2007)
- Stir of Echoes: The Homecoming, regia di Ernie Barbarash – film TV (2007)
- Sabbatical, regia di Peter Mitchell – film TV (2007)
- Instant Star – serie TV, 8 episodi (2008)
- Would Be Kings – miniserie TV, 2 episodi (2008)
- Flashpoint – serie TV, episodio 1x09 (2008)
- An Old Fashioned Thanksgiving, regia di Graeme Campbell – film TV (2008)
- Heartland – serie TV, 15 episodi (2008-2010)
- The Listener – serie TV, episodio 1x08 (2009)
- Being Erica – serie TV, 4 episodi (2009-2011)
- Cra$h & Burn – serie TV, episodio 1x12 (2010)
- Bloodletting & Miracolous Cures – miniserie TV, 1 episodio (2010)
- The Nativity – miniserie TV, 4 episodi (2010)
- Alphas – serie TV, episodio 1x03 (2011)
- La missione di Clara Rinker (Certain Prey), regia di Chris Gerolmo – film TV (2011)
- Mondo senza fine (World Without End) – miniserie TV, 7 episodi (2012)
- Cracked – serie TV, episodio 1x06 (2013)
- Parks and Recreation – serie TV, episodi 6x05 e 6x06 (2013)
- Captain Canuck – serie TV, 4 episodi (2013-2014)
- Orphan Black – serie TV, 50 episodi (2013-2017)
- BoJack Horseman – serie TV, episodio 2x08 - voce (2015)
- Robot Chicken – serie TV, episodio 8x15 - voce (2016)
- Perry Mason – serie TV, 16 episodi (2020-2023)
- She-Hulk: Attorney at Law – miniserie TV, 9 puntate (2022) – Jennifer Walters / She-Hulk

## Riconoscimenti
- Blizzard Awards
  - 2003 - Miglior interpretazione da un'attrice protagonista per 2030 CE
- Critics' Choice Television Award
  - 2013 – Miglior attrice protagonista in una serie drammatica per Orphan Black
  - 2014 – Miglior attrice protagonista in una serie drammatica per Orphan Black
- People's Choice Awards
  - 2014 – Candidatura per la miglior attrice protagonista in una serie drammatica per Orphan Black
- Golden Globe
  - 2014 – Candidatura per la miglior attrice protagonista in una serie drammatica per Orphan Black
- Screen Actors Guild Award
  - 2015 – Candidatura per la miglior attrice protagonista in una serie drammatica per Orphan Black
- Premio Emmy
  - 2015 – Candidatura per la miglior attrice protagonista in una serie drammatica per Orphan Black
  - 2016 – Miglior attrice protagonista in una serie drammatica per Orphan Black

## Doppiatrici italiane
Nelle versioni in italiano delle opere in cui ha recitato, Tatiana Maslany è stata doppiata da:
- Domitilla D'Amico in Stronger - Io sono più forte, Destroyer, Perry Mason
- Benedetta Ponticelli in Mondo senza fine, She-Hulk: Attorney at Law
- Francesca Manicone in Licantropia Apocalypse
- Rachele Paolelli in Dangerous Isolation
- Rossa Caputo in Flash of Genius
- Chiara Gioncardi in Parks and Recreation
- Ludovica De Caro ne La missione di Clara Rinker
- Gemma Donati in La memoria del cuore
- Joy Saltarelli in Orphan Black
- Eleonora Reti in The Monkey

Da doppiatrice è sostituita da:
- Emanuela Ionica in 3 in mezzo a noi - I racconti di Arcadia, Trollhunters - L'ascesa dei Titani